# Discografia de Fall Out Boy
Esta é a discografia da banda Fall Out Boy, formada em Chicago, Illinois, EUA.

## Álbuns de estúdio
| Ano  | Álbum                                                                                          | Posições | Posições | Posições | Posições | Vendas e Certificações                                             |
| Ano  | Álbum                                                                                          | EUA      | UK       | NZ       | AUS      | Vendas e Certificações                                             |
| ---- | ---------------------------------------------------------------------------------------------- | -------- | -------- | -------- | -------- | ------------------------------------------------------------------ |
| 2003 | Take This to Your Grave - Lançado: 6 de Maio de 2003 - Gravadora: Fueled by Ramen              | —        | —        | —        | —        | - EUA: 634,000 - EUA: Ouro - UK: Ouro                              |
| 2005 | From Under the Cork Tree - Lançado: 3 de Maio de 2005 - Gravadora: Island/Fueled by Ramen      | 9        | 12       | 29       | 87       | - EUA: 2,700,000 - EUA: 2× Platina - CAN: 2× Platina - UK: Platina |
| 2007 | Infinity on High - Lançado: 6 de Fevereiro de 2007 - Gravadora: Mercury/Island/Fueled by Ramen | 1        | 3        | 1        | 4        | - EUA: 1,400,000 - US: Platina - UK: Platina - AUS: 2× Platina     |
| 2008 | Folie à Deux - Lançado: 16 de Dezembro de 2008 - Gravadora: Decaydance/Island/Fueled by Ramen  | 8        | 39       | 37       | 9        | - EUA: 500,000 - EUA: Ouro - AUS: Platina - UK: Ouro               |
| 2013 | Save Rock And Roll - Lançado: 15 de Abril de 2013 - Gravadora: Island Records                  | 1        | 2        | 2        | 2        | - EUA: 1,000,000 - EUA: Platina - UK: Ouro - CAN: Ouro             |
| 2015 | American Beauty/American Psycho - Lançado: 20 de Janeiro de 2015 - Gravadora: Island Records   | 1        | 2        | 4        | 3        | - EUA: 1,000,000 - EUA: Platina - UK: Ouro - CAN: Ouro             |
| 2018 | Mania - Lançado: 19 de Janeiro de 2018 - Gravadora: Island Records                             | 1        | 2        | 6        | 3        | - EUA: 150,000                                                     |

## Álbuns ao vivo
| Informações do álbum                                                                   |
| -------------------------------------------------------------------------------------- |
| Live in Phoenix - Ano: 2008 - Gravadoras: Island Records - Certificado (RIAA): Platina |

## EPs
| Informações da EP                                                           |
| --------------------------------------------------------------------------- |
| Split - Ano: 2002 - Gravadoras: --                                          |
| My Heart Will Always Be the B-Side to My Tongue - Ano: 2004 - Gravadora: -- |
| Leaked in London - Ano: 2007 - Gravadora: Island Records                    |

## Coletâneas
| Ano  | Álbum                                                                                     | Posições | Posições | Certificados | Certificados |
| Ano  | Álbum                                                                                     | EUA      | AUS      | US           | AUS          |
| ---- | ----------------------------------------------------------------------------------------- | -------- | -------- | ------------ | ------------ |
| 2009 | Believers Never Die - Greatest Hits - Lançado: 16 de Novembro de 2009 - Gravadora: Island | 77       | 25       | —            | —            |

## Singles
| Ano  | Single                                                                       | Posições | Posições    | Posições     | Posições | Posições | Posições | Posições | Posições | Certificação EUA | Certificação AUS | Álbum                               |
| Ano  | Single                                                                       | EUA      | EUA Pop 100 | EUA Mod Rock | UK       | NZ       | AUS      | CAN      | IRL      | Certificação EUA | Certificação AUS | Álbum                               |
| ---- | ---------------------------------------------------------------------------- | -------- | ----------- | ------------ | -------- | -------- | -------- | -------- | -------- | ---------------- | ---------------- | ----------------------------------- |
| 2003 | "Dead on Arrival"                                                            | —        | —           | —            | —        | —        | —        | —        | —        | —                | —                | Take This to Your Grave             |
| 2003 | "Grand Theft Autumn/Where Is Your Boy"                                       | —        | 83          | —            | —        | —        | —        | —        | —        | —                | —                | Take This to Your Grave             |
| 2003 | "Saturday"                                                                   | —        | —           | —            | —        | —        | —        | —        | —        | —                | —                | Take This to Your Grave             |
| 2005 | "Sugar, We're Goin Down"                                                     | 8        | 6           | 3            | 8        | —        | —        | —        | —        | Ouro             | —                | From Under the Cork Tree            |
| 2006 | "Dance, Dance"                                                               | 9        | 6           | 2            | 8        | —        | —        | —        | —        | Platina          | —                | From Under the Cork Tree            |
| 2006 | "A Little Less Sixteen Candles, a Little More "Touch Me""                    | 65       | 45          | 38           | 38       | —        | —        | —        | —        | —                | —                | From Under the Cork Tree            |
| 2007 | "This Ain't a Scene, It's an Arms Race"                                      | 2        | 1           | 8            | 2        | 1        | 4        | 4        | 5        | Platina          | Platina          | Infinity on High                    |
| 2007 | "The Carpal Tunnel of Love"                                                  | 81       | 67          | —            | —        | —        | —        | —        | —        | —                | —                | Infinity on High                    |
| 2007 | "Thnks fr th Mmrs"                                                           | 11       | 9           | 19           | 12       | 11       | 3        | 12       | 17       | Ouro             | Platina          | Infinity on High                    |
| 2007 | "The Take Over, the Breaks Over"                                             | —        | —           | —            | 48       | 30       | 17       | —        | —        | —                | —                | Infinity on High                    |
| 2007 | "I'm Like a Lawyer with the Way I'm Always Trying to Get You Off (Me & You)" | 68       | 31          | —            | 91       | 33       | 28       | —        | —        | —                | —                | Infinity on High                    |
| 2008 | "Beat It" (com John Mayer)                                                   | 19       | 21          | —            | 21       | 14       | 13       | 8        | —        | —                | —                | Live in Phoenix                     |
| 2008 | "I Don't Care"                                                               | 21       | 28          | 21           | 33       | —        | 20       | 35       | —        | Ouro             | —                | Folie à Deux                        |
| 2008 | "Headfirst Slide into Cooperstown on a Bad Bet"                              | 74       | —           | —            | —        | —        | —        | 64       | —        | —                | —                | Folie à Deux                        |
| 2008 | "What a Catch, Donnie"                                                       | 94       | —           | —            | —        | —        | —        | 95       | —        | —                | —                | Folie à Deux                        |
| 2008 | "America's Suitehearts"                                                      | —        | —           | —            | —        | —        | 44       | —        | —        | —                | —                | Folie à Deux                        |
| 2009 | "She's My Winona"                                                            | —        | —           | —            | —        | —        | —        | —        | —        | —                | —                | Folie à Deux                        |
| 2009 | "Alpha Dog"                                                                  | —        | —           | —            | —        | —        | —        | —        | —        | —                | —                | Believers Never Die – Greatest Hits |
| 2013 | "My Songs Know What You Did In The Dark (Light Em Up)"                       | 15       | 16          | 2            | 5        | 13       | 30       | 19       | 33       | 5× Platina       | Platina          | Save Rock And Roll                  |
| 2013 | "The Phoenix"                                                                | 80       | —           | 14           | 36       | 40       | 86       | 73       | 72       | —                | —                | Save Rock And Roll                  |
| 2013 | "Alone Together"                                                             | 71       | 21          | 11           | 81       | —        | 40       | —        | —        | Ouro             | —                | Save Rock And Roll                  |
| 2013 | "Young Volcanoes"                                                            | —        | —           | —            | 64       | —        | —        | —        | —        | —                | —                | Save Rock And Roll                  |
| 2014 | "Centuries"                                                                  | 10       | 13          | 2            | 22       | 32       | 55       | 26       | 59       | 3× Platina       | —                | American Beauty/American Psycho     |
| 2014 | "Immortals"                                                                  | 72       | —           | 6            | 84       | —        | 82       | 71       | —        | Ouro             | —                | Big Hero 6 Soundtrack               |
| 2014 | "American Beauty/American Psycho"                                            | —        | —           | 15           | 61       | —        | —        | —        | —        | —                | —                | American Beauty/American Psycho     |
| 2015 | "Uma Thurman"                                                                | 22       | 7           | 2            | 71       | —        | —        | 67       | —        | Platina          | —                | American Beauty/American Psycho     |
| 2015 | "Irresistible"                                                               | 48       | 23          | 7            | 70       | —        | 104      | 75       | —        | —                | —                | American Beauty/American Psycho     |
| 2017 | "Young and Menace"                                                           | 102      | —           | —            | 67       | —        | 97       | —        | —        | —                | —                | M A N I A                           |
| 2017 | "Champion"                                                                   | 118      | —           | 10           | —        | —        | —        | —        | —        | —                | —                | M A N I A                           |
| 2017 | "The Last of the Real Ones"                                                  | 123      | —           | 5            | 84       | —        | 83       | —        | —        | —                | —                | M A N I A                           |
| 2017 | "Hold Me Tight or Don't"                                                     | —        | —           | 7            | 99       | —        | —        | —        | —        | —                | —                | M A N I A                           |
| 2018 | Wilson (Expensive Mistakes)                                                  | —        | —           | 18           | —        | —        | —        | —        | —        | —                | —                | M A N I A                           |

## Álbuns de vídeo
| Informações do DVD          |
| --------------------------- |
| Live in Phoenix - Ano: 2008 |

## Videoclipes
| Informações do Clipe                                                                                             |
| --- |
| Dead on Arrival - Ano: 2003 - Álbum: Take This to Your Grave                                                     |
| Grand Theft Autumn/Where Is Your Boy - Ano: 2003 - Álbum: Take This to Your Grave                                |
| Saturday - Ano: 2003 - Álbum: Take This to Your Grave                                                            |
| Sugar, We're Goin Down - Ano: 2005 - Álbum: From Under the Cork Tree                                             |
| Dance, Dance - Ano: 2006 - Álbum: From Under the Cork Tree                                                       |
| A Little Less Sixteen Candles, A Little More 'Touch Me' - Ano: 2006 - Álbum: From Under the Cork Tree            |
| This Ain't a Scene, It's an Arms Race - Ano: 2007 - Álbum: Infinity On High                                      |
| The Carpal Tunnel of Love - Ano: 2007 - Álbum: Infinity On High                                                  |
| Thnks Fr Th Mmrs - Ano: 2007 - Álbum: Infinity On High                                                           |
| The Take Over, The Break's Over - Ano: 2007 - Álbum: Infinity On High                                            |
| I'm Like a Lawyer with the Way I'm Always Trying to Get You off (Me & You) - Ano: 2007 - Álbum: Infinity On High |
| Beat It - Ano: 2008 - Álbum: Live in Phoenix                                                                     |
| I Don't Care - Ano: 2008 - Álbum: Folie à Deux                                                                   |
| America's Suitehearts - Ano: 2009 - Álbum: Folie à Deux                                                          |
| What a Catch, Donnie - Ano: 2009 - Álbum: Folie à Deux                                                           |
| My Songs Know What You Did in the Dark (Light Em Up) - Ano: 2013 - Álbum: Save Rock and Roll                     |
| The Phoenix - Ano: 2013 - Álbum: Save Rock and Roll                                                              |
| Young Volcanoes - Ano: 2013 - Álbum: Save Rock and Roll                                                          |
| Alone Together - Ano: 2013 - Álbum: Save Rock and Roll                                                           |
| The Mighty Fall (feat. Big Sean) - Ano: 2013 - Álbum: Save Rock and Roll                                         |
| Just One Yesterday (feat. Foxes) - Ano: 2013 - Álbum: Save Rock and Roll                                         |
| Where Did The Party Go? - Ano: 2013 - Álbum: Save Rock and Roll                                                  |
| Death Valley - Ano: 2013 - Álbum: Save Rock and Roll                                                             |
| Rat a Tat (feat. Courtney Love) - Ano: 2014 - Álbum: Save Rock and Roll                                          |
| Miss Missing You - Ano: 2014 - Álbum: Save Rock and Roll                                                         |
| Save Rock And Roll (feat. Elton John) - Ano: 2014 - Álbum: Save Rock and Roll                                    |
| Centuries - Ano: 2014 - Álbum: American Beauty/American Psycho                                                   |
| Immortals - Ano: 2014 - Álbum: American Beauty/American Psycho                                                   |
| American Beauty/American Psycho - Ano: 2014 - Álbum: American Beauty/American Psycho                             |
| Uma Thurman - Ano: 2015 - Álbum: American Beauty/American Psycho                                                 |
| Irresistible - Ano: 2015 - Álbum: American Beauty/American Psycho                                                |
| Irresistible (feat. Demi Lovato) - Ano: 2015 - Álbum: American Beauty/American Psycho                            |
| Young and Menace - Ano: 2017 - Álbum: Mania                                                                      |
| Champion - Ano: 2017 - Álbum: Mania                                                                              |
| The Last of The Real Ones - Ano: 2017 - Álbum: Mania                                                             |
| Hold Me Tight Or Don't - Ano: 2017 - Álbum: Mania                                                                |
| Wilson (Expensive Mistakes) - Ano: 2018 - Álbum: Mania                                                           |
| Church - Ano: 2018 - Álbum: Mania                                                                                |
| Bishops Knife Trick - Ano: 2018 - Álbum: Mania                                                                   |

## Covers
| Informações do cover                                                                       |
| ------------------------------------------------------------------------------------------ |
| Roxanne - Original: The Police                                                             |
| Basket Case (não oficial, cantado apenas por Stump) - Original: Green Day                  |
| Beat It - Original: Michael Jackson                                                        |
| I Write Sins Not Tragedies (Está no DVD do Live in Phoenix) - Original: Panic at the Disco |
| Don't Matter (Idem ao anterior) - Original: Akon                                           |
| So Sick - Original: Ne-Yo                                                                  |
| Save Your Generation - Original: Jawbreaker                                                |